# Gerald Robinson (giocatore di football americano)
Gerald Robinson (Tuskegee, 4 maggio 1963) è un ex giocatore di football americano statunitense che ha militato nel ruolo di defensive end nella National Football League (NFL).

## Carriera
Al college Robinson giocò a football ad Auburn, di cui è il primatista per sack in carriera. Fu scelto dai Minnesota Vikings come quattordicesimo assoluto nel Draft NFL 1986. Vi giocò per due stagioni, con 3,5 sack nel primo anno e nessuno nel secondo. Nel 1988 passò per due stagioni con i San Diego Chargers. Nel 1990 firmò con i Los Angeles Rams con cui nel 1992 ebbe un record in carriera di 5 sack. Si ritirò dopo la stagione 1994.